# Itapema
Itapema est une ville brésilienne du littoral l'État de Santa Catarina.

## Généralités
Itapema est la municipalité de Santa Catarina dont la population a connu la plus forte croissance entre 2001 et 2006. Elle est la troisième destination touristique de l'État. Elle se situe sur le littoral nord de l'État et possède de nombreuses plages tranquilles, de petits cours d'eau et des cascades. La localité se situe sur une baie entourée des ramifications de la serra do Mar. En dehors du littoral, la forêt atlantique couvre encore une partie de la municipalité.
De petits villages de pêcheurs maintiennent vivantes les traditions des colons açoriens qui peuplèrent la région. La culture açorienne reste présente dans le mode de vie des habitants de la localité, comme la pêche au filet selon la tradition (pesca-de-arrastão), moyen de subsistance d'une partie de la population.

## Géographie
Itapema se situe par 27° 05′ 25″ de latitude sud et par 48° 36′ 41″ de longitude ouest, à une altitude de 2 mètres. Sa population était de 45 814 habitants au recensement de 2010. La municipalité s'étend sur 59 km2.
Elle fait partie de la microrégion d'Itajaí, dans la mésorégion de la Vallée du rio Itajaí.

## Villes voisines
Itapema est voisine des municipalités (municípios) suivantes :
- Camboriú
- Balneário Camboriú
- Porto Belo
- Tijucas